# کاپیتول ایالت وایومینگ

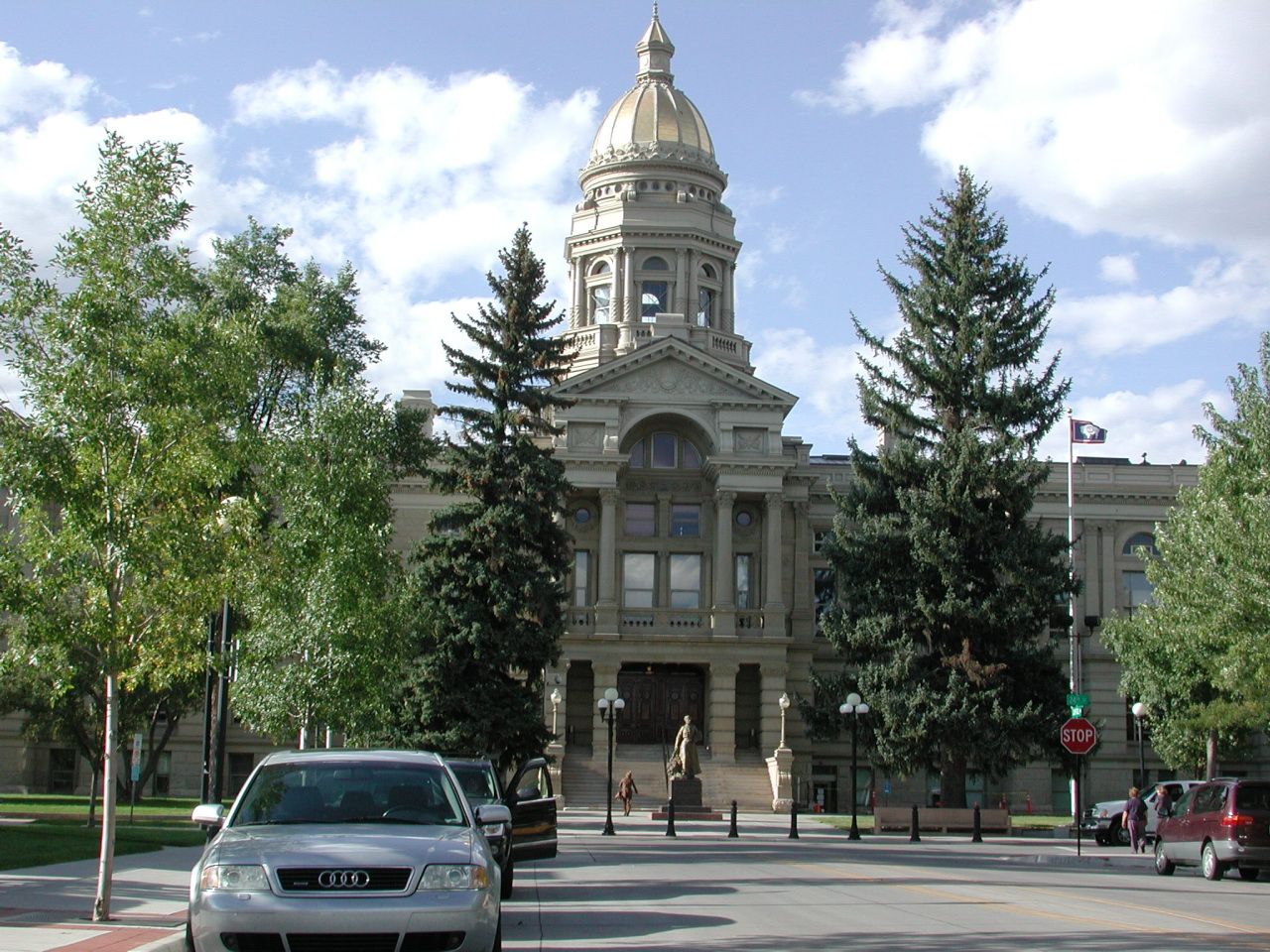

ساختمان پایتخت ایالت وایومینگ (Wyoming State Capitol) بنایی است که شاخه مقننه دولت ایالت وایومینگ در آن قرار دارد. معماران بنا عبارتند از:
- Gibbs،David W. & Co
- Feick،Adam & Bro

بنای کنونی در سال ۱۸۸۶ ساخته گردید و در شاین قرار دارد.
این بنای تاریخی خانه مجلس نمایندگان و نیز سنای ایالت است.

## نگارخانه

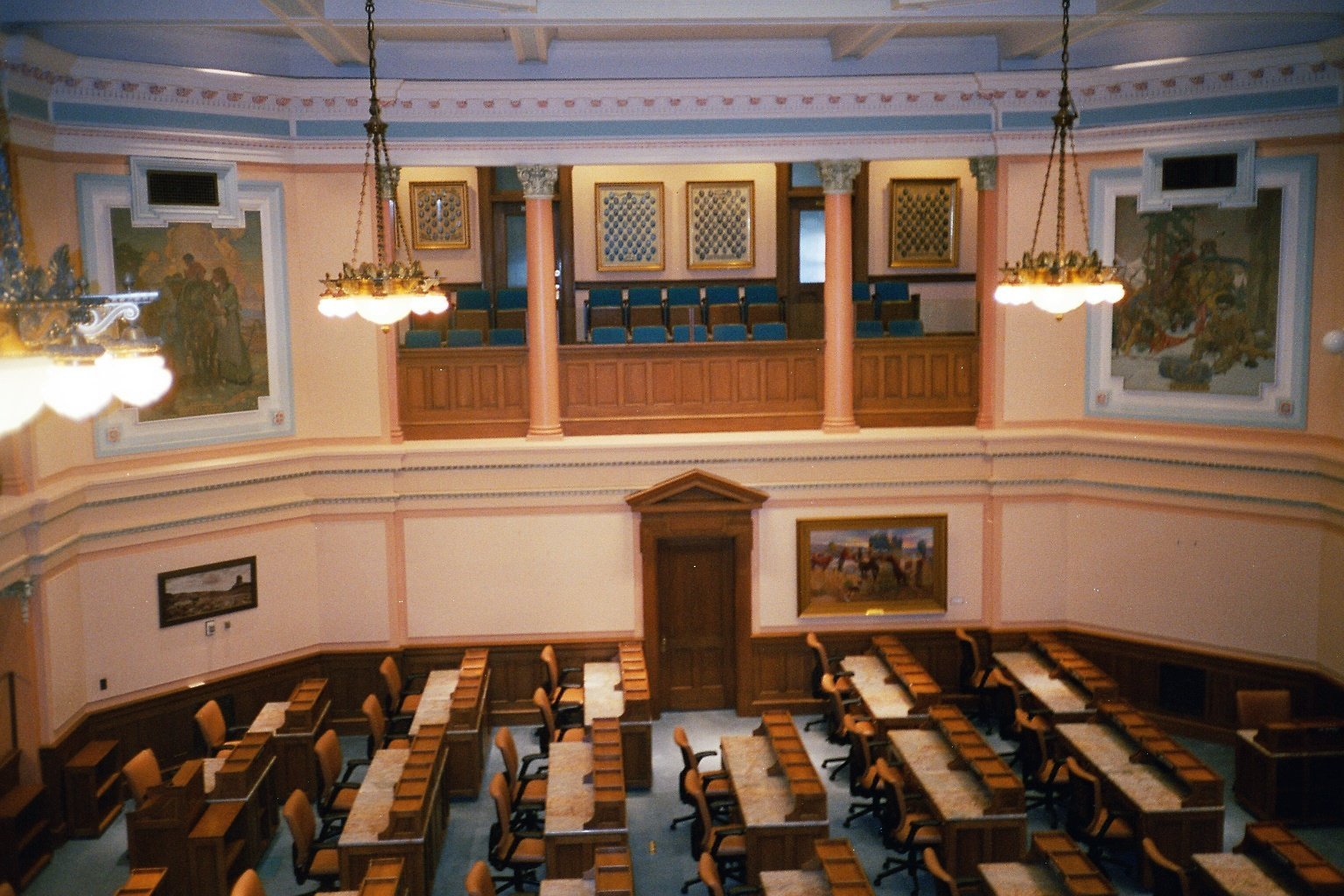
مجلس سنای ایالت
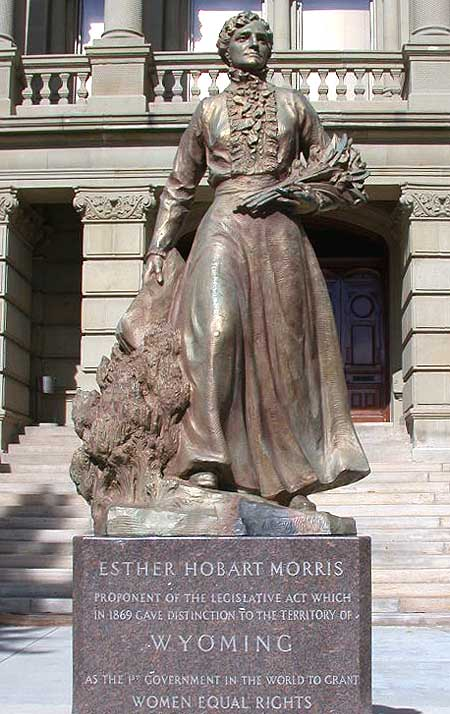
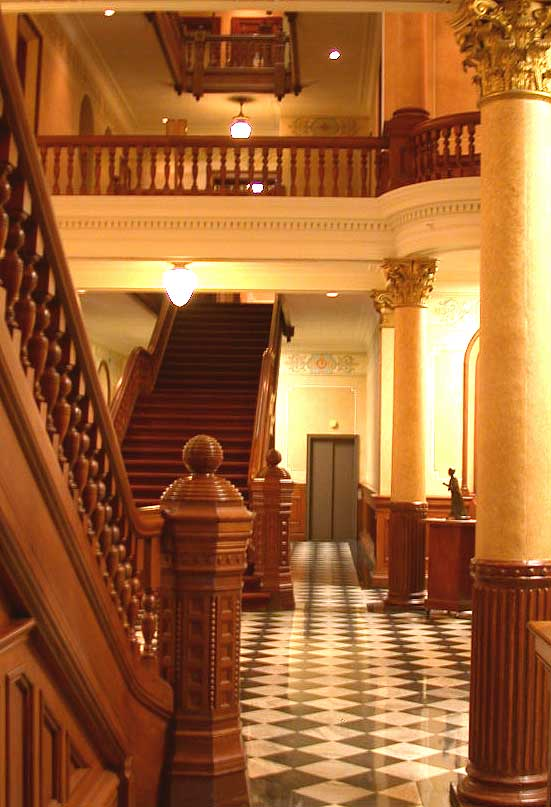
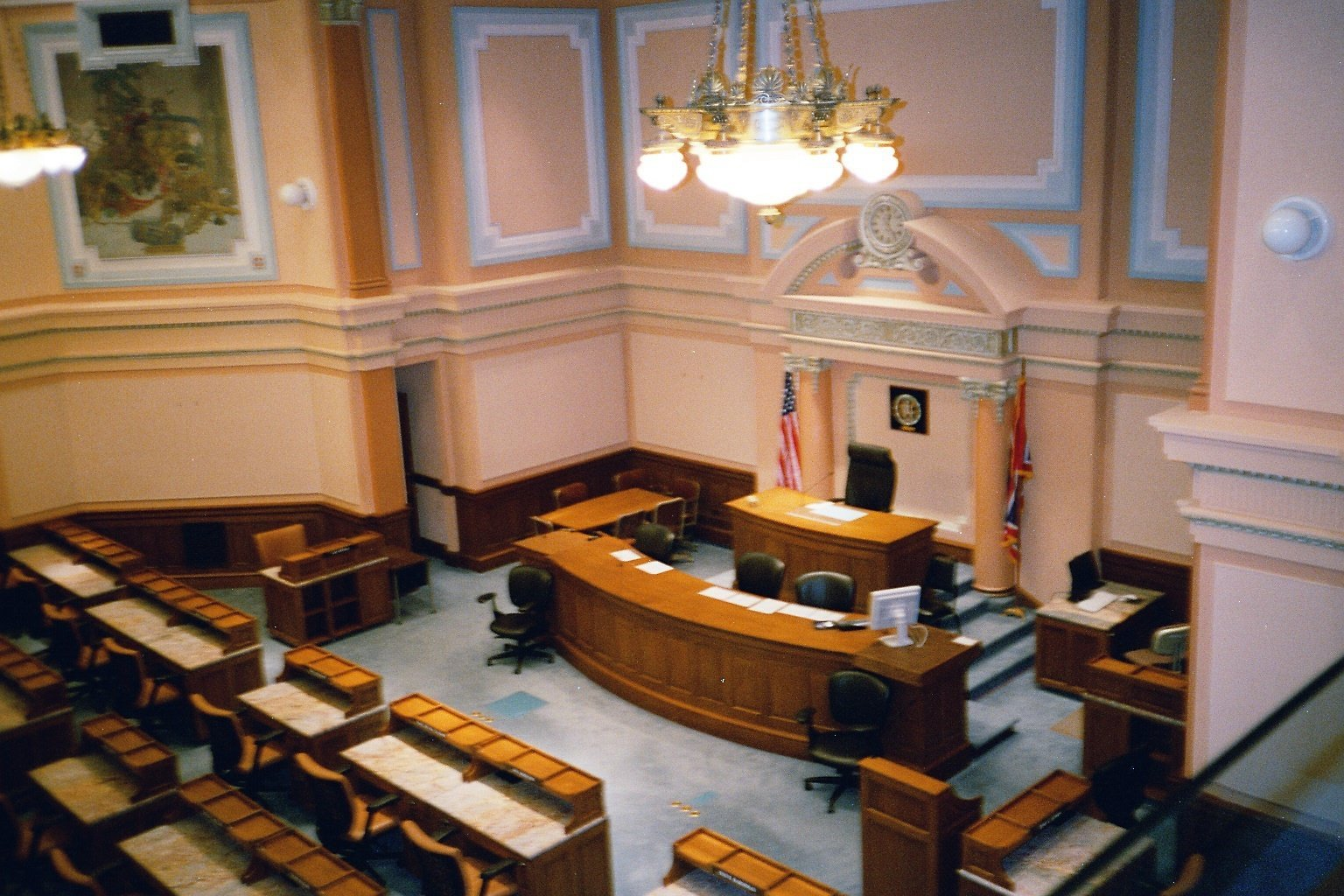
مجلس نمایندگان